# Rube Foster
Andrew Foster, noto come Rube (Calvert, 17 settembre 1879 – Kankakee, 9 dicembre 1930) è stato un giocatore di baseball e allenatore di baseball statunitense di ruolo lanciatore nelle Negro League. È stato introdotto nella National Baseball Hall of Fame nel 1981.

## Carriera
Rube era il fratello maggiore dell'altro membro della Hall of Fame Bill Foster. Considerato dagli storici come forse il miglior lanciatore afroamericano del primo decennio del 1900, fu anche fondatore e allenatore dei Chicago American Giants, una delle squadre riservate a giocatori di colore di maggior successo dell'era pre-integrazione. Soprattutto, fu l'organizzatore della Negro National League, la prima lega per giocatori di baseball afroamericani a durare per diversi anni, che fu operativa dal 1920 al 1931. È conosciuto come il "padre del baseball nero."